# Viola Schweizer
Viola Schweizer, auch Viola Schweizer-Hebel, (* 18. September 1954 in Berlin) ist eine deutsche Schauspielerin.

## Leben
Schweizer erlernte zunächst in den Leuna-Werken den Beruf der Chemiefacharbeiterin. Anschließend bewarb sie sich an verschiedenen Schauspielschulen, wurde jedoch abgelehnt. Sie lernte das Schauspiel daher autodidaktisch und wurde zunächst als Kleindarstellerin an der Komischen Oper Berlin angenommen.
Zum Fernsehen kam Schweizer im Jahr 1974. In den beiden Folgen der Filmreihe Polizeiruf 110, Per Anhalter und Nachttaxi, spielte sie skrupellose Verführerinnen. Ihre erste Fernseh-Hauptrolle erhielt sie 1978 in dem Film Über sieben Brücken mußt du gehn, deren Titel auf das gleichnamige Lied der Gruppe Karat anspielt. Ihre erste größere Kinorolle übernahm sie 1980 in Iris Gusners Alle meine Mädchen, ebenfalls in der Rolle einer Unangepassten. Sie spielte die Arbeiterin Kerstin, die zwar intelligent, aber auch vorbestraft ist und daher in ihrer Brigade eine Außenseiterrolle einnimmt. Der Filmspiegel widmete Schweizer im Jahr 1980 in einer Ausgabe ein Poster. Darüber hinaus war Schweizer auch im Fernsehtheater Moritzburg zu sehen, beispielsweise in Ein Fuchs zuviel (1984).
Schweizer studierte bis 1982 an der Hochschule für Schauspielkunst „Ernst Busch“ Berlin. Nach achtjährigem Engagement an der Komischen Oper Berlin löste sie diesen Vertrag und spielte danach an Theatern in Berlin, Halle und Erfurt sowie an verschiedenen Off-Theatern. Daneben wirkte sie in über 40 Film-und-Fernsehproduktionen mit. Ihre Darstellung war dabei nicht unumstritten, so bezeichnete Renate Holland-Moritz sie in einer Filmrezension neben Ellen Hellwig einmal als „Anti-Schauspielerin…“. 2001 beendete sie ihre Karriere als Schauspielerin.
Schweizer ist seit 1984 verheiratet, der Ehe entstammt ein Kind. Sie lebt mit ihrer Familie in der Nähe von Berlin.

## Filmografie
- 1974: Polizeiruf 110: Per Anhalter (Fernsehreihe)
- 1974: Polizeiruf 110: Nachttaxi
- 1977: Pension Schöller
- 1978: Geschlossene Gesellschaft
- 1978: Über sieben Brücken musst du gehen
- 1979: Chiffriert an Chef – Ausfall Nr. 5
- 1979: Die Gänsehirtin am Brunnen
- 1979: Das Ende vom Lied
- 1979: Polizeiruf 110: Am Abgrund
- 1980: Es sollte ewig Sonntag sein
- 1980: Alle meine Mädchen
- 1980: Oben geblieben ist noch keiner
- 1980: Salz und Brot und gute Laune
- 1980: Die Drachenprinzessin
- 1981: Mein Vater Alfons
- 1981: Hochhausgeschichten (Fernsehserie, 1 Folge)
- 1981: Pugowitza
- 1981: Ein Engel im Taxi
- 1981: Jockei Monika (Fernsehserie, 1 Folge)
- 1981: Peters Jugend
- 1982: Kein Mann für Zwei
- 1982: Und alles wegen Marietta
- 1983: Frühstück im Bett
- 1983: Märkische Chronik (Fernsehserie, 1 Folge)
- 1983: Haste Töne
- 1983: Wenn die Elisabeth
- 1983: Unser bester Mann
- 1984: Familie intakt (Fernsehserie, 1 Folge)
- 1984: Mensch, Oma! (TV-Miniserie)
- 1985: Meine Frau Inge und meine Frau Schmidt
- 1985: Meine Tochter – deine Tochter
- 1986: Schäferstündchen
- 1986: Der Staatsanwalt hat das Wort – Schuldkonto (Fernsehreihe)
- 1987: A nap lovagja
- 1987: Schauspielereien (Fernsehreihe, 1 Folge)
- 1989: Vera – Der schwere Weg der Erkenntnis
- 1989: Polizeiruf 110: Unsichtbare Fährten
- 1989: Johanna (TV-Miniserie)
- 1990: Abschiedsdisco
- 1990–1991: Spreewaldfamilie (Fernsehserie, 6 Folgen)
- 1991: Zwischen Pankow und Zehlendorf
- 1991: Rückkehr ins Leben
- 1991: Farßmann oder Zu Fuß in die Sackgasse
- 1995: Tatort: Bomben für Ehrlicher (Fernsehreihe)
- 1998: Der Handymörder